# شارلوت سوليفان
شارلوت سوليفان (بالإنجليزية: Charlotte Sullivan)‏ (و. 1983 – م) هي ممثلة، من كندا، ولدت في تورونتو.

## وصلات خارجية
- شارلوت سوليفان على موقع IMDb (الإنجليزية)
- شارلوت سوليفان على موقع ألو سيني (الفرنسية)
- شارلوت سوليفان على موقع أول موفي (الإنجليزية)
- شارلوت سوليفان على موقع قاعدة بيانات الأفلام السويدية (السويدية)
- شارلوت سوليفان على موقع قاعدة بيانات الفيلم (الإنجليزية)
- شارلوت سوليفان على موقع كينوبويسك (الروسية)